# Renaat Braem
Renaat Antoon Braem (Antwerpen, 29 augustus 1910 – Essen, 31 januari 2001) was een Belgisch architect en stedenbouwkundige.

## Biografie
Braem voltooide zijn studie bouwkunst in 1935 aan de academie in Antwerpen. Hetzelfde jaar won Braem de Godecharleprijs. Het prijzengeld besteedde hij aan een stage bij de Franse architect Le Corbusier. Door Le Corbusier werd Braem voorgedragen als lid van de CIAM, een internationaal congres voor architecten van het modernisme.
Van 1947 tot 1975 was Braem hoogleraar aan het Hoger Instituut voor Bouwkunst en Stedenbouw in Antwerpen. In 1968 publiceerde hij het boek Het lelijkste land te wereld. In het boek gaf hij kritiek op de stedenbouw en het gebrek daaraan in België. Op latere leeftijd hield hij zich ook bezig met schilderen en beeldhouwen. Hij stond ook mee aan de wieg van verschillende architectuurtijdschriften en tentoonstellingen.

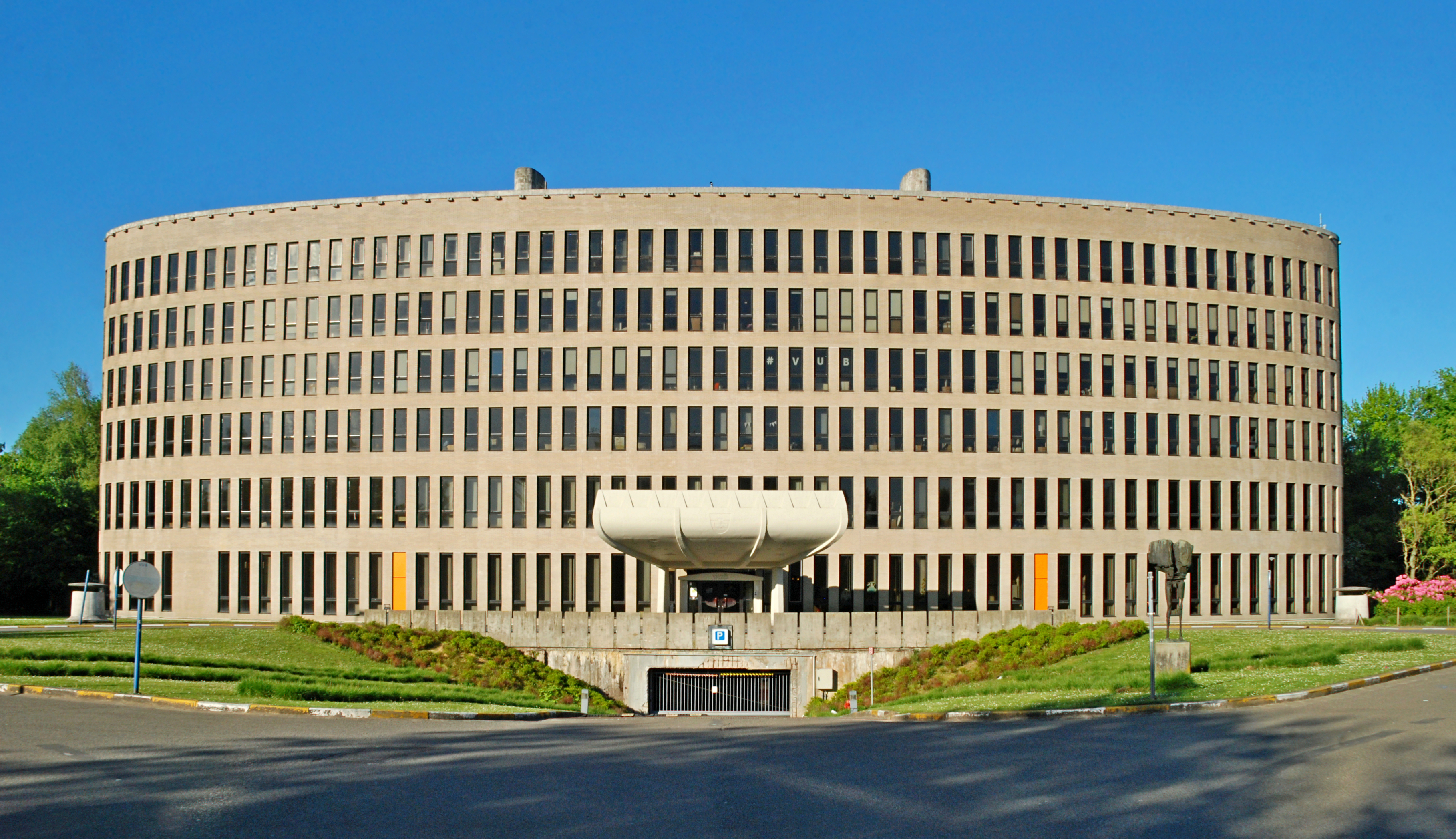
Braemgebouw, Brussel

## Ideeën
Braems eerste woningen uit de latere jaren dertig waren gebaseerd op het idee van de "woonmachine", dat wil zeggen woningen die bijna zo efficiënt zijn als machines.
In opvattingen volgde Braem in het begin Le Corbusier, die stelde dat bij het opbouwen van de naoorlogse maatschappij "wonen, werken, verkeer en ontspanning strikt gescheiden" moeten worden. Wonen gebeurt het best in hoogbouw, gelegen in het groen. De werkkernen zijn daarvan gescheiden, maar liggen toch dicht bij de woonkernen. Ze worden verbonden door verkeersbanen. Voor zijn privéwoningen evolueerde Braem steeds meer in de richting van organische vormgeving, waar de band met de natuur steeds belangrijker wordt.
Braem wordt ook soms "de architect van de arme mensen" genoemd. Hij vond sociale architectuur belangrijk en heeft ook veel woonwijken gebouwd. Daarbij hoort zijn idee dat architectuur de naoorlogse mens kan en moet bevrijden. Niet alleen functionaliteit telt bij het bouwen, ook experimenteerde hij graag met technieken en materialen.
De provincie Antwerpen heeft een Renaat Braemprijs voor architectuur ingesteld, die om de drie jaar zal worden uitgereikt, de eerste keer in 2024.  

## Werken

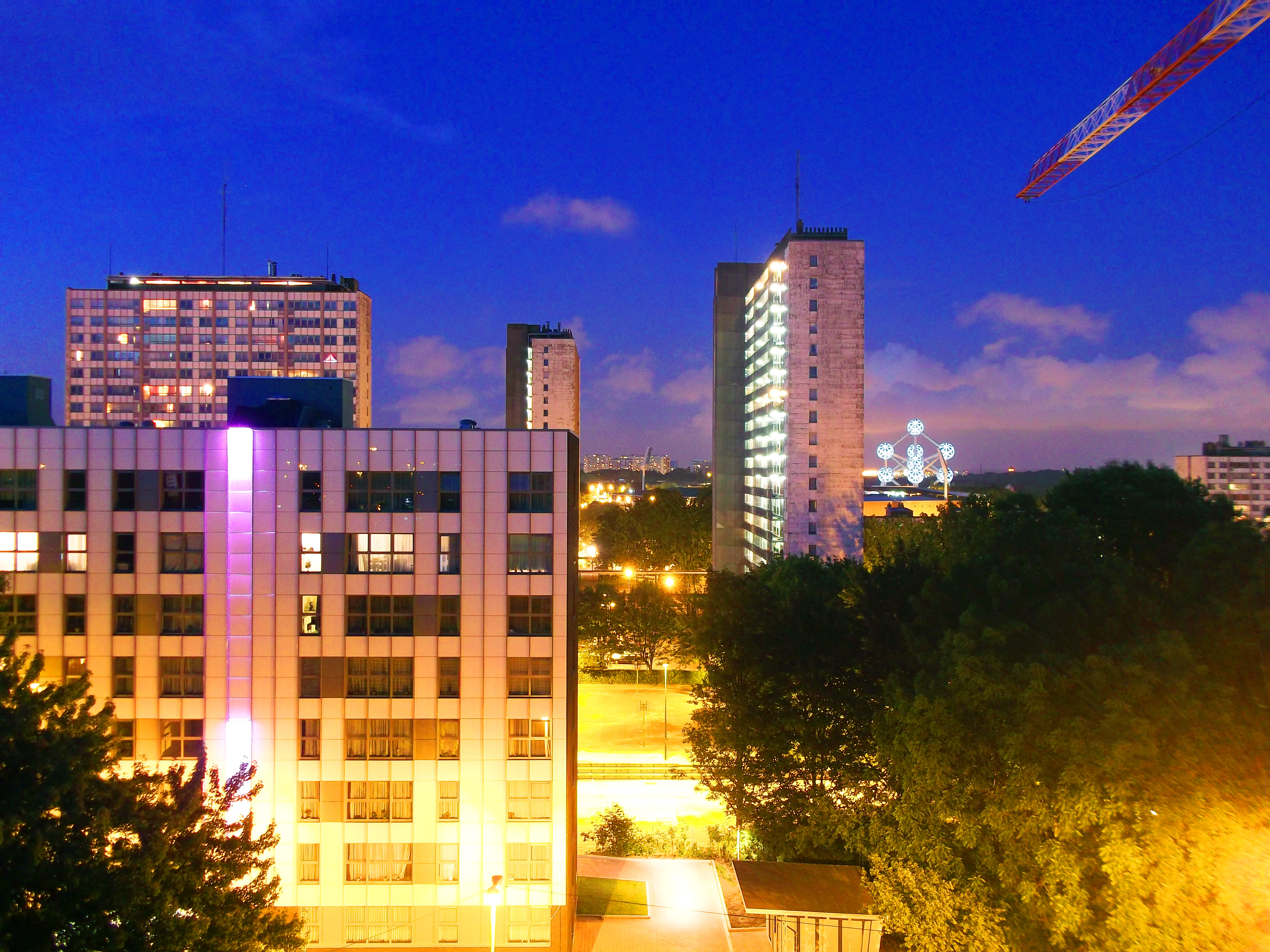
Modelwijk Brussel

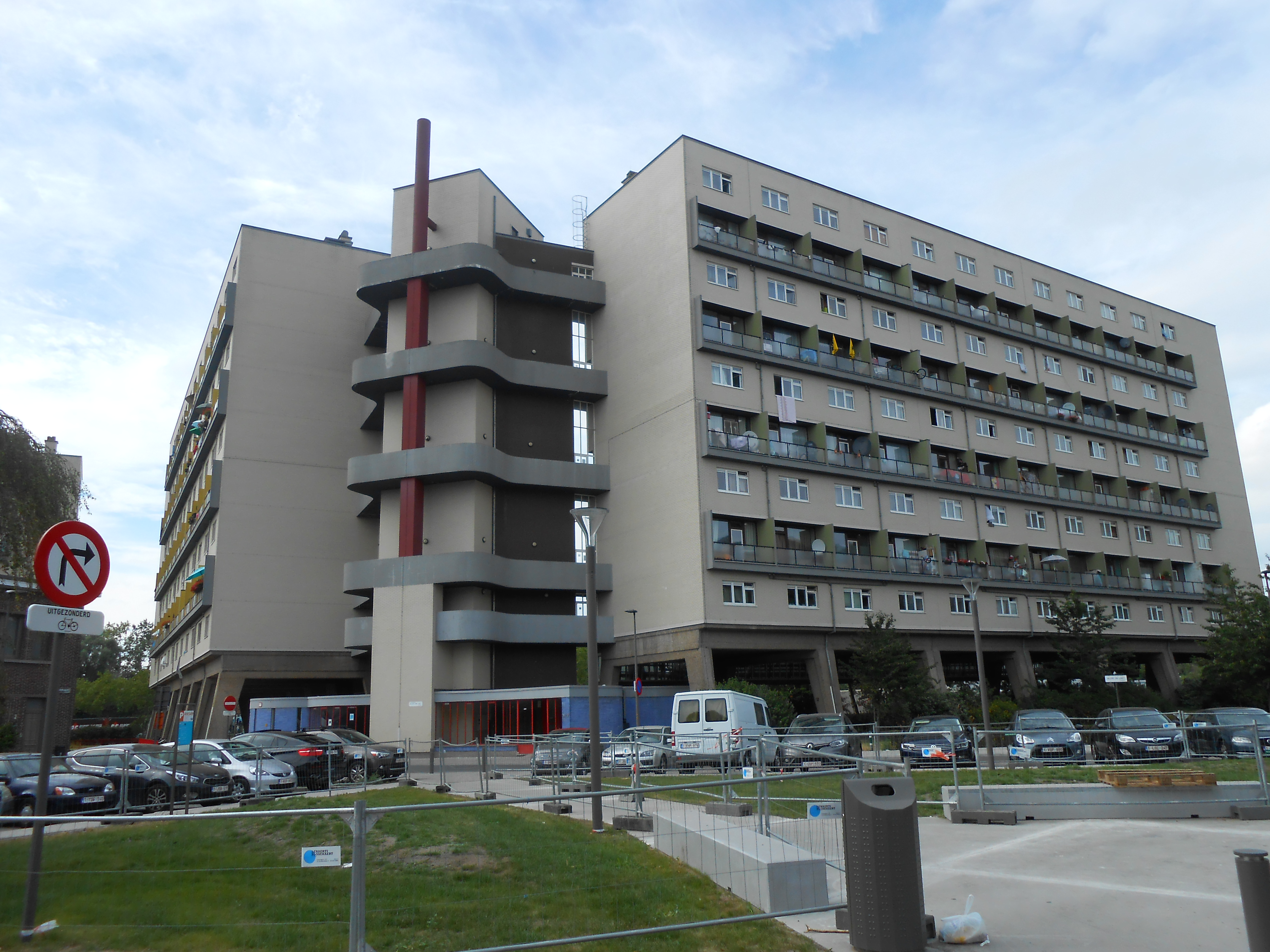
Wooneenheid Kiel Antwerpen

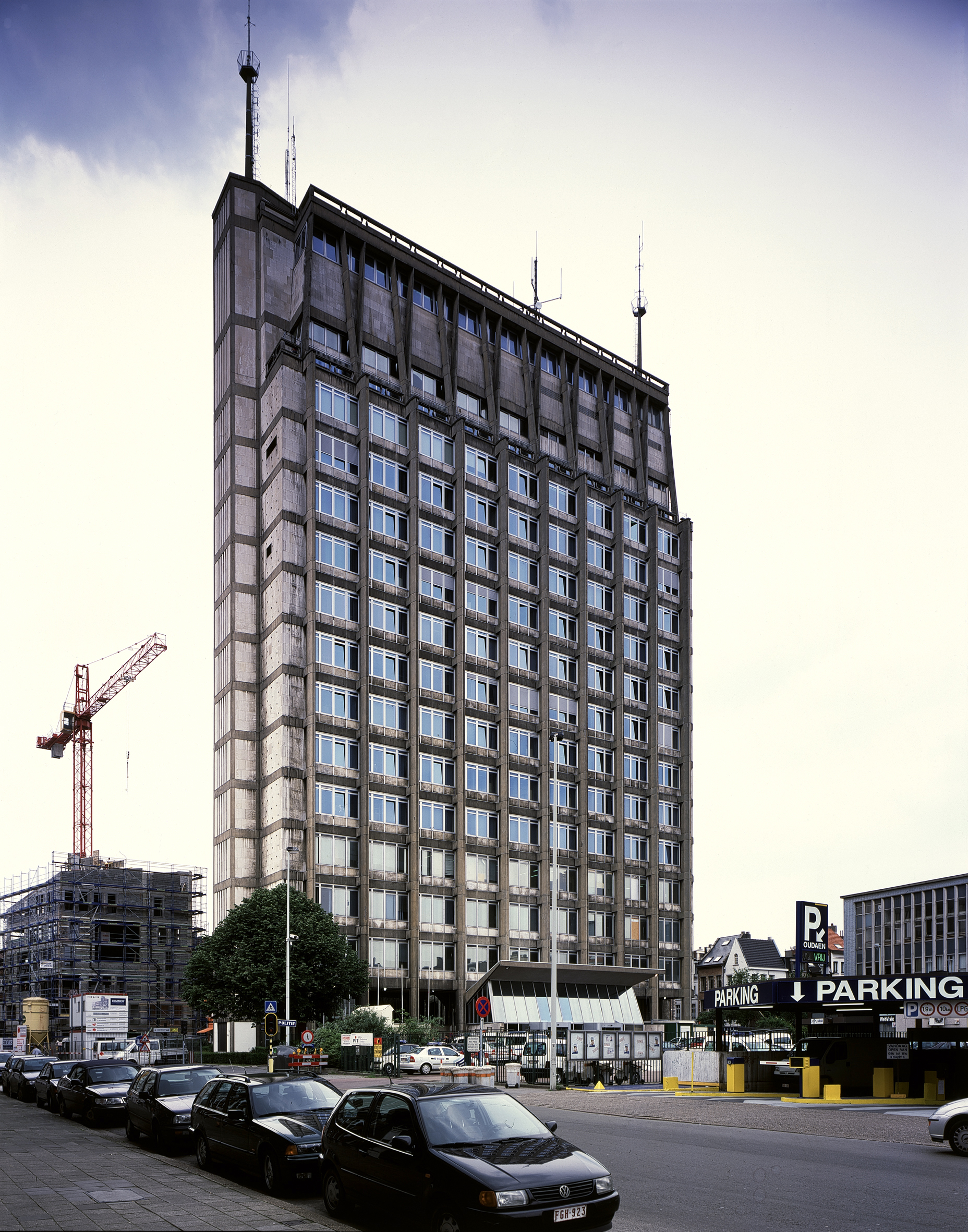
Politietoren Antwerpen (1958-1965)

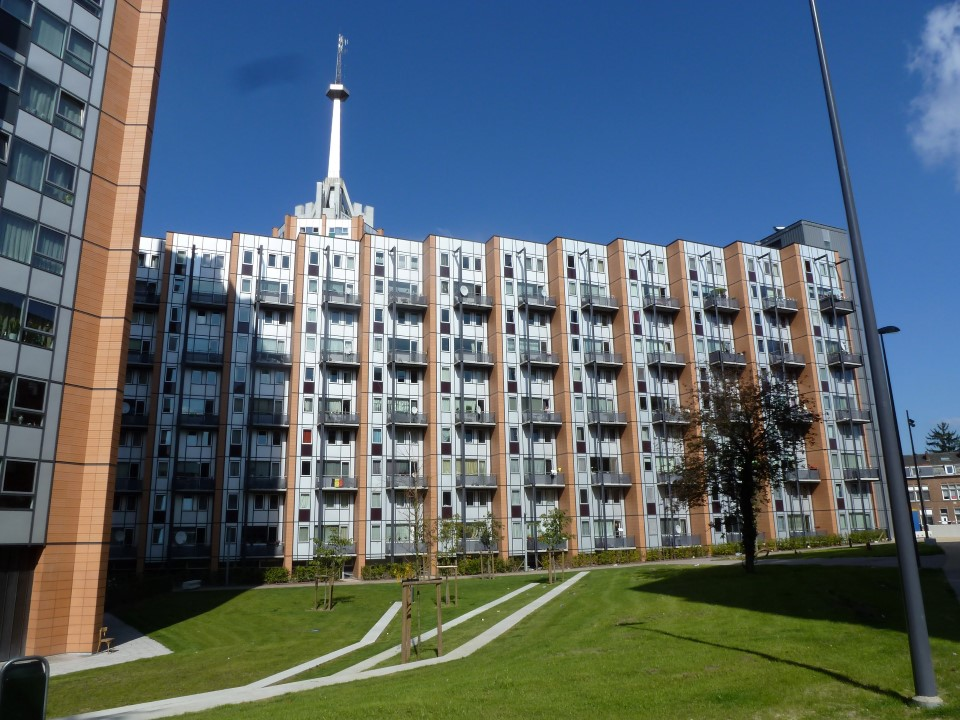
Sint-Maartensdal Leuven (1957-67)

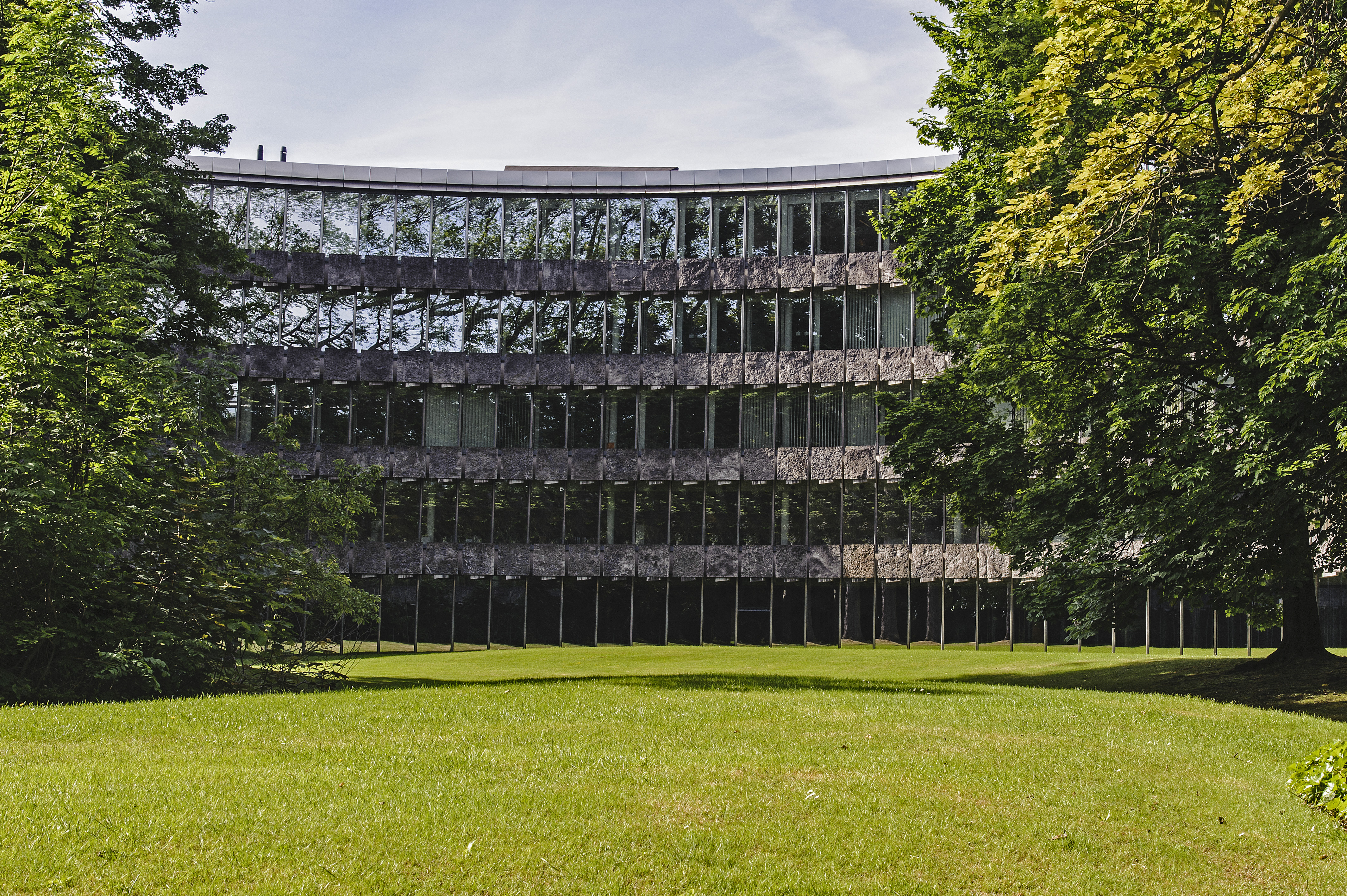
Gebouw Glaverbel Watermaal-Bosvoorde (1968)

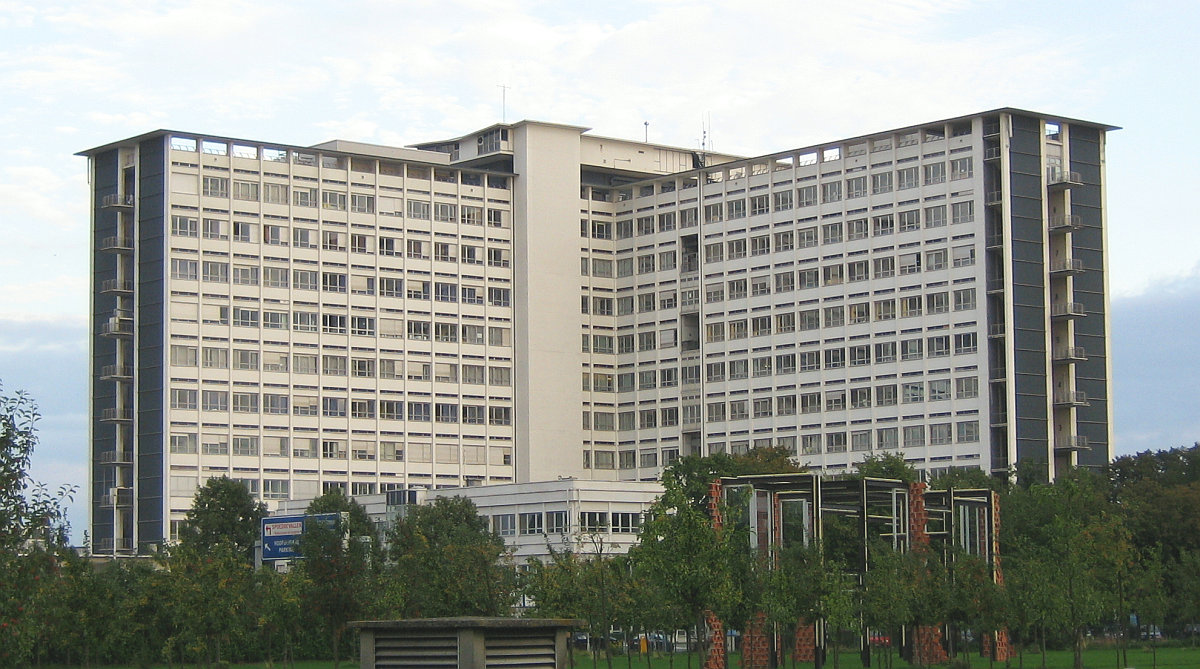
Middelheimziekenhuis (1970)

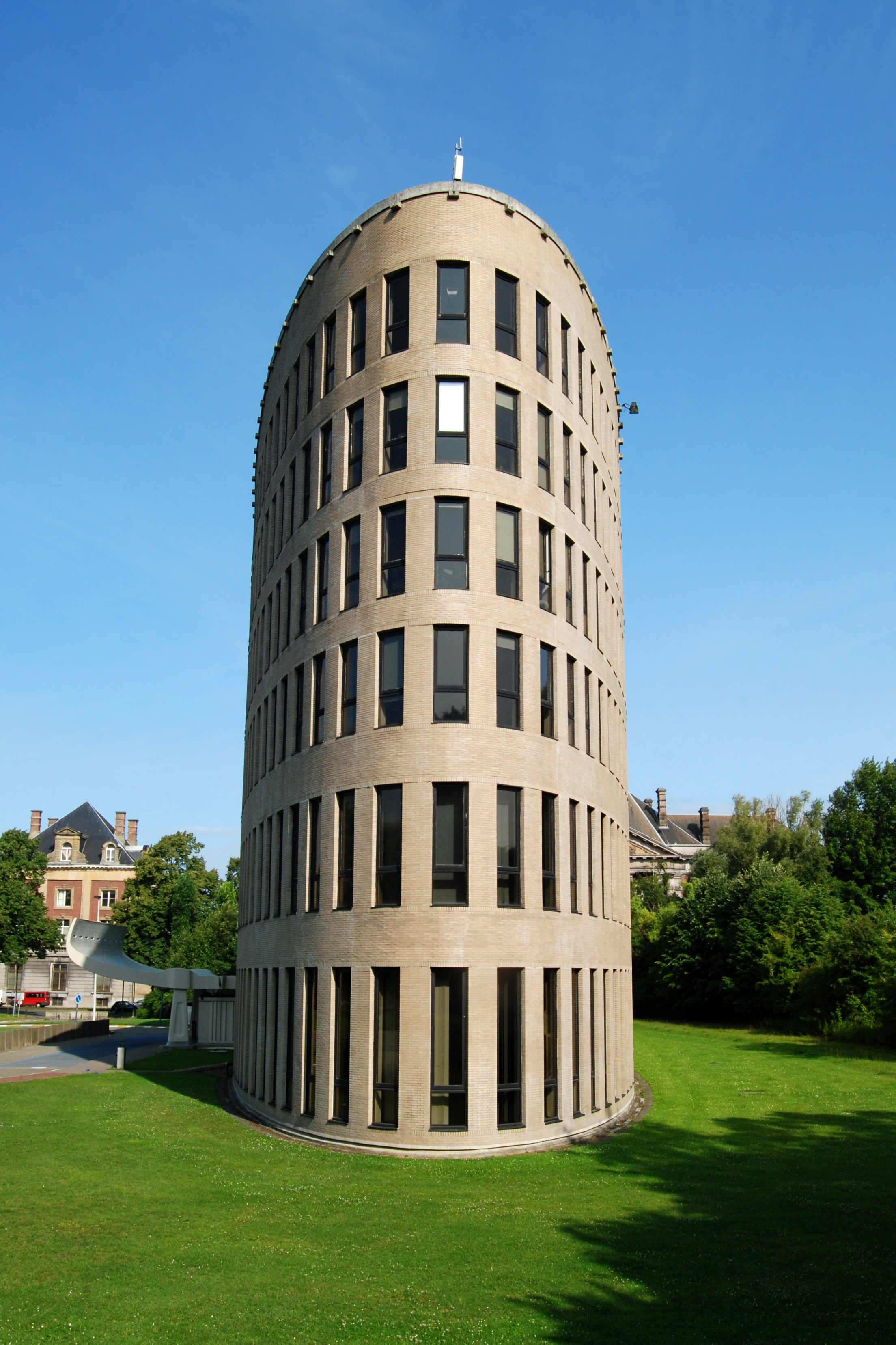
Braemgebouw, Brussel (1971-76)

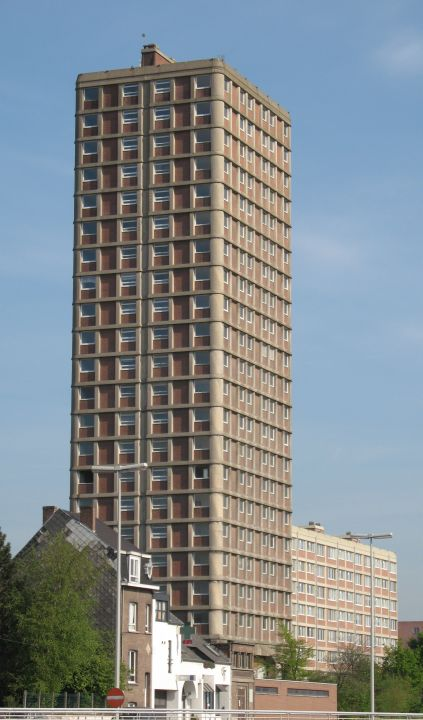
Woontoren Boom (1972-1977)

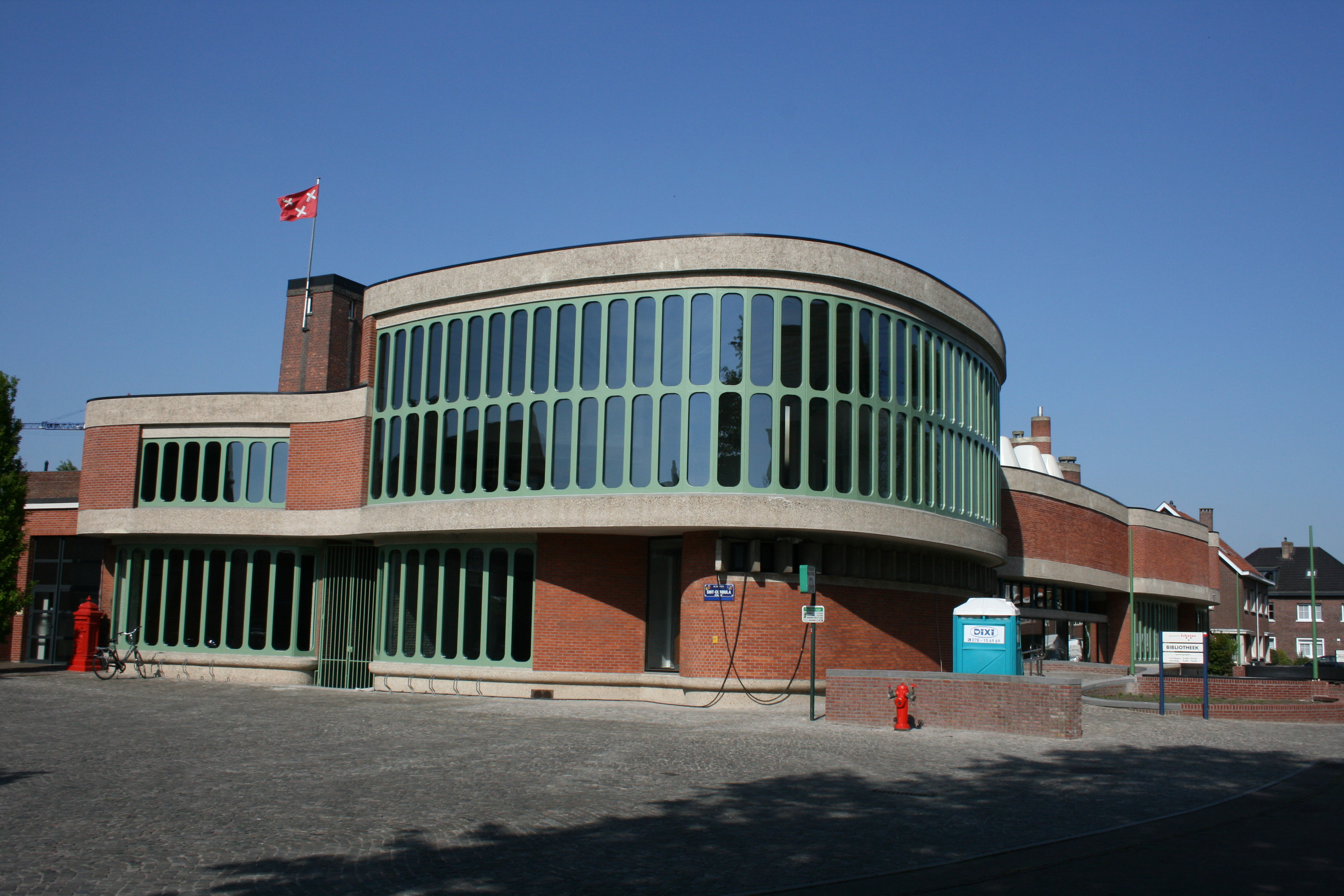
Openbare bibliotheek Schoten (1974)

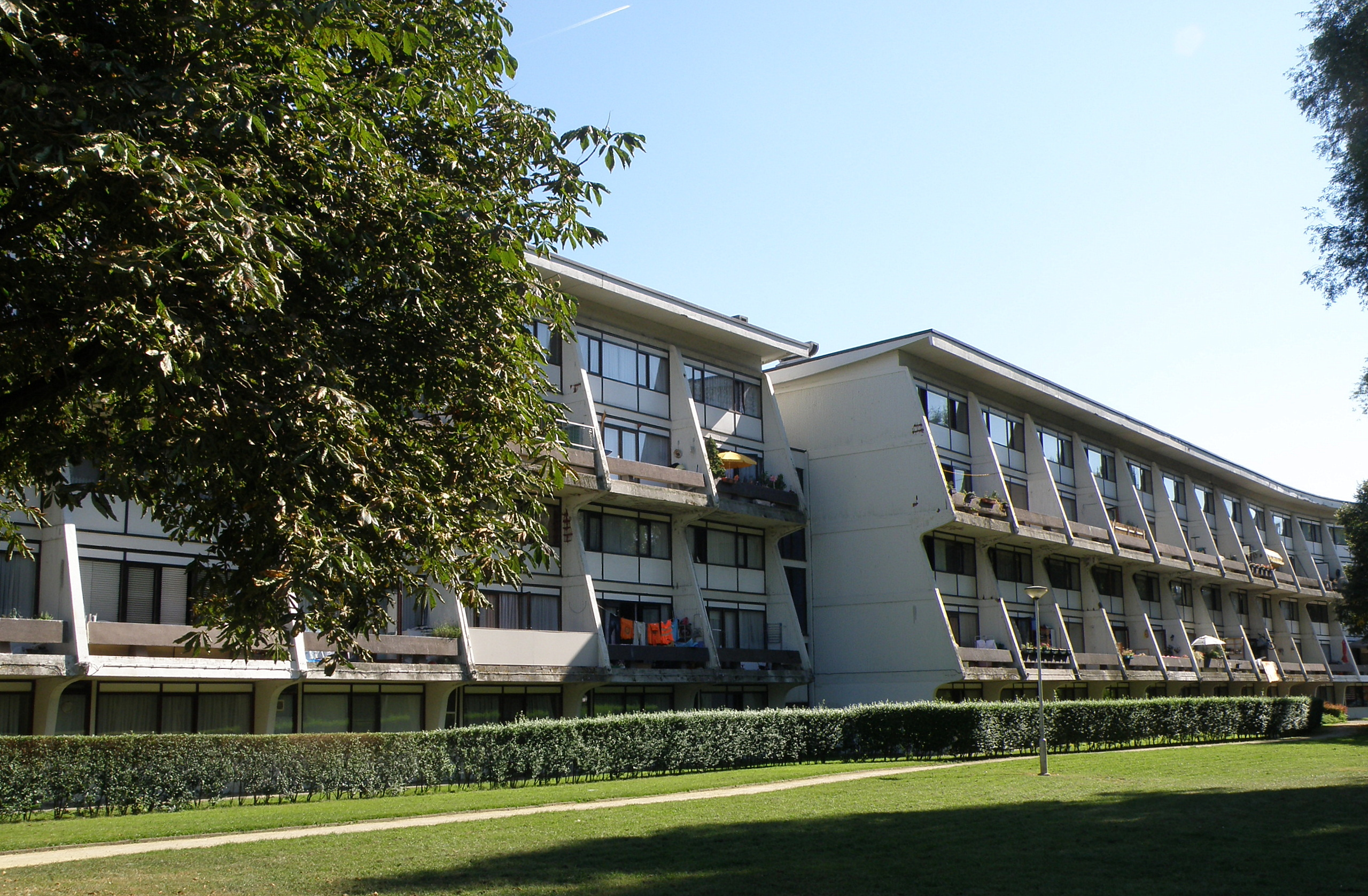
Deurne Arenawijk

| Periode     | Type                 | Werk                                                | Locatie                                                                                    | Omschrijving - meer informatie                                                                                                   |
| ----------- | -------------------- | --------------------------------------------------- | ------------------------------------------------------------------------------------------ | --- |
| 1934        | ontwerp              | Lijnstad                                            |                                                                                            | Ontwerp voor een lineaire stad tussen Antwerpen en Luik langs het Albertkanaal                                                   |
| 1935        | ontwerp              | Dodenstad                                           |                                                                                            | Ontwerp voor een funeraire wijk en crematorium nabij de lineaire stad                                                            |
| 1936        | woning               | Woning Janssens                                     | Van Erstenstraat, Deurne                                                                   | In samenwerking met M. Segers |
| 1936        | woning               | Woning Dichterstraat Deurne                         | Dichterstraat, Deurne                                                                      | In samenwerking met M. Segers |
| 1936        | woning               | Dubbelwoning Chantraine - Vantvelt                  | Frans Stienletlaan 33 - 35, Antwerpen - Wilrijk                                            | Beschermd in 2002 |
| 1937        | woning               | Woning Sorbenlaan Wilrijk                           | Sorbenlaan, Antwerpen - Wilrijk                                                            | In samenwerking met M. Segers |
| 1937        | ontwerp              | Hotel te Nadrin                                     | Weg naar Le Herou, Nadrin (Laroche)                                                        | In samenwerking met M. Segers. Het skelet werd uitgevoerd                                                                        |
| 1937        | ontwerp              | Koninklijke Bibliotheek Albertina Kunstberg Brussel |                                                                                            | In samenwerking met J. Schillemans, Cols en De Roeck. Eerste wedstrijdontwerp, 7e prijs                                          |
| 1937 - 1938 | woning               | Woning Sorbenlaan Wilrijk                           | Sorbenlaan, Antwerpen - Wilrijk                                                            | In samenwerking met M. Segers. De gevel werd later bekleed met splitmarmer                                                       |
| 1938        | ontwerp              | Koninklijke Bibliotheek Albertina Kruidtuin Brussel |                                                                                            | In samenwerking met A. Smet. Tweede wedstrijdontwerp, 7e prijs                                                                   |
| 1938        | ontwerp              | Zeevaartschool Antwerpen                            |                                                                                            | In samenwerking met A. Smet. Wedstrijdontwerp, 3e prijs                                                                          |
| 1938 - 1939 | woning               | Woning Kerkendijk Borgerhout                        | Kerkendijk, Borgerhout                                                                     | In samenwerking met M. Segers. De gevel werd later bekleed met splitmarmer                                                       |
| 1938 - 1939 | studie               | Stedebouwkundige Studie Groot-Antwerpen             |                                                                                            | In samenwerking met Locquet en Huib Hoste                                                                                        |
| 1942        | ontwerp              | Stedebouwkundige ordening Edingen                   | Edingen                                                                                    | Bekroond wedstrijdontwerp. Renaat Braem werd aangesteld als urbanist                                                             |
| 1942        | ontwerp              | Landhuis met schildersatelier Zoersel               | Zoersel                                                                                    | |
| 1942 _ 1946 | gebouw               | Likeurstokerij Coryn                                | Coquilhatstraat, Antwerpen                                                                 | |
| 1943        | ontwerp              | Stedebouw Nieuw-Cruyningen Deurne                   |                                                                                            | Bekroond wedstrijdontwerp. |
| 1944 - 1986 | ontwerp - realisatie | Vredegerecht Boom                                   | Jozef Van Cleemputplein 8, Boom                                                            | |
| 1944 - 1990 | ontwerp - realisatie | Rijksadministratief centrum                         | Jozef Van Cleemputplein 7, 8 Boom                                                          | |
| 1945        | ontwerp              | Gemeentehuis Boom                                   |                                                                                            | Wedstrijdontwerp. |
| 1946        | woonwijk             | Woonwijk Jacob Smitsstraat Borgerhout               | Jacob Smitsstraat, Borgerhout                                                              | In samenwerking met Brosens, F. Laforce                                                                                          |
| 1946        | woonwijk             | Woonwijk Fortje Muggenberglei Deurne                | Muggenberglei, Deurne                                                                      | In samenwerking met Brosens, F. Laforce                                                                                          |
| 1946        | ontwerp              | Metalen Woningen                                    |                                                                                            | Wedstrijdontwerp Ministerie van Wederopbouw, 3e prijs                                                                            |
| 1946 - 1959 | gebouw               | Medisch en Heelkundig Centrum Middelheim            | Lindendreef 1, Antwerpen                                                                   | In samenwerking met F. Francken en K. Van Riel                                                                                   |
| 1947 - 1948 | woning               | Woning Schotensteenweg Deurne                       | Schotensteenweg 301, Deurne                                                                | |
| 1947 - 1948 | monument             | Monument aan de Weerstand                           | Weerstandsplein, Diest                                                                     | In samenwerking met Mark Macken                                                                                                  |
| 1948 - 1950 | woning               | Huis Brauns                                         | Berkenlaan 43, Kraainem                                                                    | Manifest van het "bevrijde wonen". Beschermd in 2003                                                                             |
| 1950        | woning               | woning R. Gilles                                    | Vaartdijk, Mechelen                                                                        | |
| 1951 - 1958 | woonwijk             | Wooneenheid Kiel                                    | Zaanstraat - Emiel Vloorstraat, Kiel (Antwerpen) (51°11'35"N, 4°22'36"E)                   | In samenwerking met R. Maes en V. Maeremans. 800 woningen                                                                        |
| 1952 - 1967 | gebouw               | Administratief Centrum (Politietoren)               | Everdijstraat - Oudaan 5, Antwerpen (51°12'58"N, 4°24'10"E)                                | In samenwerking met Jul De Roover en Maxime Wynants. Beschermd in 2002                                                           |
| 1953        | woning               | landhuis Schepersveldlei Sint-Mariaburg             | Schepersveldlei, Antwerpen - Sint-Mariaburg                                                | |
| 1956 - 1959 | modelwijk            | Modelwijk Laken - Modelstad Heizel                  | Brussel                                                                                    | In samenwerking met Victor Coolens, l'Equerre, Structures, René Panis, Jan Van Dosselaere. 1200 woningen                         |
| 1957 - 1958 | woning               | Huis Braem - Severin                                | Menegemlei 23, Deurne (51°12'2"N, 4°27'46"E)                                               | Eigen woning van de architect. Beschermd in 1995                                                                                 |
| 1957        | gebouw               | Bouwcentrum                                         | Jan Van Rijswijcklaan, Antwerpen                                                           | |
| 1957        | plein                | Rode Kruisplein Deurne                              | Rode Kruisplein, Deurne                                                                    | Marktplein en gebouwen. In samenwerking met O. De Koninck                                                                        |
| 1957        | ontwerp              | Stad Lillo                                          |                                                                                            | Stedebouwkundige studie voor het nieuw woongebied langs de noordelijke uitbreidingszone van de Antwerpse Haven. Niet uitgevoerd. |
| 1957 - 1967 | woonwijk             | Woonwijk Sint-Maartensdal                           | Sint-Maartensstraat, Leuven                                                                | In samenwerking met De Mol en Moerkerke.                                                                                         |
| 1958        | woning               | Woning Huib Van hellem                              | Steenweg op Gent 533, Zellik (Asse)                                                        | |
| 1958        | woning               | Woning P. Serneels                                  | Sint-Augustinuslaan, Wilrijk                                                               | |
| 1958 - 1963 | woonwijk             | Woonwijk Kruiskenslei Boom                          | Kruiskenslei Boom                                                                          | 1000 woningen |
| 1959        | gebouw               | Cultuur- en Sportcentrum Fortje                     | Muggenberglei, Deurne                                                                      | |
| 1959 - 1962 | school               | Kleuterschool - Stedelijke Kindertuin               | Sint-Gummarusstraat 2, Antwerpen                                                           | Beschermd in 2002. In samenwerking met Gui J. Nolf                                                                               |
| 1960 - 1965 | woonwijk             | Woonwijk Arena                                      | Arenaplein, Deurne                                                                         | Woonwijk ontworpen door Renaat Braem, met flatgebouwen van Lode Wouters                                                          |
| 1964        | woning               | Woning Van den Branden                              | Lievevrouwestraat 66, Ranst                                                                | Beschermd in 2002 |
| 1966 - 1967 | woning               | Huis Gerard Alsteens (GAL)                          | Dobralaan 28, Overijse                                                                     | Beschermd in 2003 |
| 1967        | woning               | Woning Brauns-Brants                                | Kasteelstraat 76, Jezus-Eik - Overijse                                                     | |
| 1967        | woning               | Woning Vandenbrande                                 | Van Amstelstraat 88, Hoboken                                                               | |
| 1967        | woning               | Woning Van de Pas                                   | Diesegemlei 110, Mortsel                                                                   | |
| 1967        | gebouw               | Gebouw Glaverbel                                    | Chaussée de La Hulpe - Terhulpsesteenweg 166, Bruxelles 1170 Brussel - Watermaal-Bosvoorde | Samen met André Jacqmain, Pierre Guilissen en Victor Mulpas                                                                      |
| 1968 - 1970 | woning               | Woning Van Humbeeck                                 | Pastorijstraat 3, Buggenhout                                                               | Beschermd in 2002 |
| 1968        | ontwerp              | Bandstad België                                     |                                                                                            | |
| 1968 - 1974 | bibliotheek          | Openbare Bibliotheek Schoten                        | Sint-Cordulaplein 13, Schoten                                                              | samenwerking met Piet Janssens. Beschermd in 1998                                                                                |
| 1969 - 1971 | paviljoen            | Paviljoen Voor de Beeldhouwkunst Middelheim         | Middelheimlaan 61, Antwerpen                                                               | Beschermd in 2002 |
| 1970        | woning               | Woning Vermijlen                                    | Lindenlei Hemiksem                                                                         | |
| 1970        | woning               | Woning Schellekens                                  | Loenhoutseweg 34, Hoogstraten                                                              | Beschermd in 2002 |
| 1971 - 1976 | gebouw               | Braemgebouw                                         | Pleinlaan 2, Elsene                                                                        | Beschermd in 2007 |
| 1972 - 1977 | woonblok             | Woontoren Boom                                      | Antwerpsestraat 441, Boom (51° 6'8"N - 4°22'3"E)                                           | Sinds 29 maart 2019 beschermd als monument.                                                                                      |
| 1972 - 1977 | woning               | Woning Van Hoecke                                   | Oudestraat 8, Elversele(Temse), Temse                                                      | |
|             | woning               | Villa Waasmunster                                   | Waasmunster                                                                                | |